# Postpunkční syndrom
Postpunkční syndrom (anglicky postdural puncture headache, PDPH) je pro pacienta nepříjemný stav spojený s bolestí hlavy (cefalea), případně dalšími obtížemi (jako jsou poruchy zraku a sluchu nebo nevolnost), ke kterému může dojít po lumbální punkci (příčina není zcela jasná, snad následkem perforace meningů a nitrolební hypotenze). Dochází k němu zpravidla 24–48 hodin po provedení punkce. Výskyt postpunkčního syndromu je výrazně nižší při použití tzv. atraumatické jehly, tzn. tenké nebo supertenké jehly, kterou ale v České republice nehradí zdravotní pojišťovna (jehla stojí kolem 300 Kč). Při použití jehly o průměru 24 G se uvádí výskyt postpunkčního syndromu jen u 2 % pacientů.
Bolesti se vyskytují zpravidla po zaujmutí vertikální polohy, po uložení páteře do horizontální polohy (lehnutí si) zpravidla mizí. Při vztyčené poloze je totiž v páteřním kanálu několikanásobně vyšší tlak než při poloze horizontální.
Potíže trvají typicky dny (nejčastěji 4 dny), mohou ale přetrvávat i měsíce.
Potíže zpravidla samy vymizí, doporučuje se klidový režim – ležet, dostatek tekutin, analgetika, kofein (způsobuje vazodilataci).
Případně je možná terapie, která se ale neprovádí na všech pracovištích:
- tzv. krevní zátka (blood patch) – vpich autologní (tzn. pacientovy) krve do epidurálního prostoru
- kompenzace odebraného likvoru fyziologickým roztokem